# Deflexilodes tenuirostratus
Deflexilodes tenuirostratus är en kräftdjursart som först beskrevs av Boeck 1871.  Deflexilodes tenuirostratus ingår i släktet Deflexilodes och familjen Oedicerotidae. Inga underarter finns listade i Catalogue of Life.